# Бистра (округ Брезно)
Бистра́ — село в окрузі Брезно Банськобистрицького краю Словаччини. Станом на грудень 2015 року в селі проживало 192 людей. Протікають потічки Бистрянка та Штявнічка.

## Населення
| Рік:            | 1994. | 2004.    | 2014.  | 2024.    |
| --------------- | ----- | -------- | ------ | -------- |
| Кількість осіб: | 231   | 200      | 193    | 152      |
| Різниця:        |       | -13,41 % | -3,5 % | -21,24 % |

| Рік:            | 2023. | 2024.   |
| --------------- | ----- | ------- |
| Кількість осіб: | 148   | 152     |
| Різниця:        |       | +2,70 % |